# Tulips Shall Grow
Tulips Shall Grow ist ein US-amerikanischer Kurzfilm von George Pal aus dem Jahr 1942.

## Handlung
Eine tulpenübersäte Landschaft mit Windmühlen: Jan spielt Ziehharmonika und liebt Janette. Die lebt in einer Windmühle. Er schickt ihr über die Windmühlenflügel eine Tulpe, sie ihm einen Kuchen, auf dem „I love Jan“ steht. Beide beginnen zu tanzen.
Plötzlich erscheinen am Horizont die kriegerischen Screwballs, metallene Wesen, die sämtliche Tulpenfelder in brachliegende Äcker verwandeln. Die Windmühlen werden von ihnen zerstört, Bomben treffen die Kirche des Ortes und hinterlassen eine Ruine. Jan und Janette fliehen, doch verliert Jan seine Freundin im Chaos.
Jan zieht sich in die zerstörte Kirche zurück und betet. Ein Gewitter beginnt. Die Metallkrieger zerfallen und ihre Panzer versinken im Morast. Zurück bleibt eine zerstörte Landschaft. Jan kehrt zu Janettes Windmühle zurück und Janette öffnet ihm. Er ist glücklich und beide laufen tanzend davon. Hinter ihnen entstehen die Tulpenfelder neu und als sie an eine zerstörte Windmühle kommen, repariert sich diese von selbst. Am Himmel bildet sich durch Wolken ein „V“. Der Schlusstitel verkündet „Tulips Shall Always Grow“ (Englisch für „Tulpen sollen immer blühen.“).

## Produktion
Tulips Shall Grow ist ein Trickfilm der Reihe Puppetoon. Er wurde in Stop-Motion gedreht. Einer der Tricktechniker war Ray Harryhausen. Der Film kam am 26. Januar 1942 in die Kinos.
Nach Beginn des Zweiten Weltkriegs war George Pal mit seiner Frau 1940 aus den Niederlanden in die Vereinigten Staaten geflohen. Der Film wurde zu einer Zeit gedreht, in der die Niederlande von den Nationalsozialisten besetzt waren.

## Auszeichnungen
Tulips Shall Grow wurde 1943 für einen Oscar in der Kategorie „Bester animierter Kurzfilm“ nominiert, konnte sich jedoch nicht gegen Der Fuehrer’s Face durchsetzen. Es war nach Rhythm in the Ranks aus dem Jahr 1941 der zweite Puppetoon-Film, der für einen Oscar nominiert wurde.
Im Jahr 1997 wurde Tulips Shall Grow von der Library of Congress ins National Film Registry aufgenommen.